# Van Halen III
Van Halen III jedanaesti je studijski album američkog hard rock sastava Van Halen, objavljen u ožujku 1998. godine. To je prvi i posljednji album Gary Cheronea u ulozi vokala koji je u sastav došao nakon odlaska Sammy Hagara. Na tri skladbe bas-gitaru odsvirao je Michael Anthony, a ostale je obradio Eddie Van Halen.

## Popis pjesama
Sve pjesme napisali su Anthony, Cherone, Van Halen i Van Halen.
1. "Neworld" – 1:45
2. "Without You" – 6:30
3. "One I Want" – 5:30
4. "From Afar" – 5:24
5. "Dirty Water Dog" – 5:27
6. "Once" – 7:42
7. "Fire in the Hole" – 5:31
8. "Josephina" – 5:42
9. "Year to the Day" – 8:34
10. "Primary" – 1:27
11. "Ballot or the Bullet" – 5:42
12. "How Many Say I" – 6:04

## Osoblje
- Gary Cherone - vokal
- Eddie Van Halen - gitara, klavijature, vokal, bas-gitara
- Michael Anthony - bas-gitara, vokal
- Alex Van Halen - udaraljke, bubnjevi

Gostujući glazbenici
- Matthew Bruck - gitara
- Mike Post - klavijature

Ostalo osoblje
- Producent: Mike Post, Eddie Van Halen
- Aranžer: Erwin Musper, Eddie Van Halen
- Mix: The Edward, Robbes
- Mastering: The Edward, Robbes, Eddy Schreyer
- Programer: Florian Ammon, Ian Dye, Ed Rogers, Paul Wight
- Direktor slike: Stine Schyberg
- Fotografija: Dan Chavkin
- Izbor boja: F. Scott Schafer

## Singlovi
| Godina | Singl              | Top lista              | Mjesto |
| ------ | ------------------ | ---------------------- | ------ |
| 1998   | "Fire in the Hole" | Mainstream Rock Tracks | 6      |
| 1998   | "One I Want"       | Mainstream Rock Tracks | 27     |
| 1998   | "Without You"      | Mainstream Rock Tracks | 1      |